# Friedrich Reimann (Mediziner)
Friedrich „Fritz“ Reimann (* 11. Dezember 1897 in Wichstadtl, Österreich-Ungarn; † 6. August 1994 in München) war ein deutscher Hämatologe.

## Leben und Werk
Friedrich Reimann war der Sohn eines Landarztes aus Schlesien.  Nach dem Abitur 1915 in Prag studierte er zunächst Physik und Philosophie, dann Medizin. 1924 wurde er an der Deutschen Universität in Prag zum Dr. med. promoviert.
Bereits während seiner Weiterbildung an der I. Medizinischen Klinik in Prag erhielt er die Leitung eines hämatologischen Labors und publizierte bahnbrechende Studien über Eisenmangelanämien und deren Behandlung mit zweiwertigem Eisen und über die perniziöse Anämie. Nach dem Einmarsch der Deutschen 1939 verlor er seine Stelle; seine Familie (Verlobte, Eltern und Geschwister) wurde in ein KZ eingeliefert, wo sie dem Holocaust zum Opfer fiel. Er selbst wurde vorübergehend inhaftiert und lebte in verschiedenen Verstecken. Über Bulgarien kam er schließlich 1940 nach Istanbul. Dort gab es zu dieser Zeit aber keine Stellen mehr an den Universitäten und auch keine Möglichkeit, als Arzt zu arbeiten. Er hatte etwas Geld bei sich und machte zusammen mit einem armenischen Händler ein Getreidegeschäft auf.
Im Herbst 1944, als die Türkei zu Deutschland die Beziehungen abbrach, wurde Reimann zusammen mit sonstigen Emigranten und Reichsdeutschen zur Internierung nach Çorum in Zentralanatolien geschickt. Seine medizinischen Fähigkeiten wurden von der dortigen Bevölkerung sehr geschätzt. Dort ist Reimann auf anämische Patienten gestoßen, d. h. auf Menschen, die Erde essen. Er fing an, solche Fälle zu untersuchen und den Zusammenhang zwischen Geophagie und Eisenmangelanämie zu erforschen. Der türkische Arzt Muin Memduh Tayanç hatte auf diesen Zusammenhang bereits hingewiesen, und Reimann nahm zu ihm Kontakt auf, als er Mitte 1945 nach Istanbul zurückkehrte. Nach dem Krieg arbeitete er zuerst als Pharmavertreter in Istanbul.
1949 erhielt er an der medizinischen Fakultät der Universität Istanbul eine Anstellung als Leiter des Blutforschungsinstituts, des späteren „Medizinischen Forschungsinstitut Istanbuls“, das er bis zu seinem Ruhestand 1973 leitete. Er blieb bis 1986 weiterhin ständig in der Türkei. Ende der siebziger Jahre erwarben er und seine Frau eine Wohnung in München und zogen nach 1986 dorthin. Reimann setzte seine Studien bis 1993 in Istanbul weiter fort, bis er nicht mehr reisen konnte. 1994 starb er im Alter von 96 Jahren in München. Häufige Auslandsreisen zu Kongressen und viele Publikationen machten Reimann auch international bekannt. Er war seit 1962 verheiratet mit der Türkin Molly Moskokarifia (1914–1999).

## Publikationen (Auswahl)
Reimann publizierte über Eisenmangel und andere nutritive Anämien, über Leber- und Milzkrankheiten, Hämorrheologie und anthropologische Themen.
- Vergleichende Untersuchungen zur therapeutischen Wirksamkeit der Eisenverbindungen bei den sekundären Anämien. In: Zeitschrift für klinische Medizin 115 (1930) 13.
- Die ferrosensiblen chronischen Chloranämien (Asiderosen). In: Zeitschrift für klinische Medizin 126 (1933) 7.

## Mitgliedschaften und Auszeichnungen
- Mitglied der Europäischen Gesellschaft für Hämatologie (Gründungsmitglied)
- Ehrenmitglied der Deutschen Gesellschaft für Hämatologie und Onkologie (1966)[1]
- Vizepräsident der Türkischen Hämatologischen Gesellschaft (1967)
- Honorarprofessor der Universität Freiburg (1955)
- Großes Bundesverdienstkreuz (1967)